# NGC 308
NGC 308は、くじら座の恒星である。ロバート・ボールが、1866年12月31日に観測した記録を元にニュージェネラルカタログに記載された。
ニュージェネラルカタログには、「非常に暗く、極度に小さく、NGC 307の1分南東にある」と記され、実際にNGC 307の南東、55秒離れた位置に、この恒星がある。